# 윤제성
윤제성은 현대건설 야구단의 전 야구 선수다. 1995년 쌍방울의 지명을 받았으나 실업야구를 택했다.

## 출신 학교
- 군산상업고등학교
- 고려대학교

## 같이 보기
- 1995년 현대건설 야구단 시즌